# František Gödri
František Gödri es un deportista eslovaco que compitió para Checoslovaquia en atletismo adaptado. Ganó dos medallas en los Juegos Paralímpicos de Verano, bronce en Barcelona 1992 y bronce en Atlanta 1996.

## Palmarés internacional
| Representando a Checoslovaquia |                          |                   |               |
| Juegos Paralímpicos            |                          |                   |               |
| Año                            | Lugar                    | Medalla           | Prueba        |
| 1992                           | Barcelona (España)       | Medalla de bronce | Pentatlón B2  |
| Representando a Eslovaquia     |                          |                   |               |
| Juegos Paralímpicos            |                          |                   |               |
| Año                            | Lugar                    | Medalla           | Prueba        |
| 1996                           | Atlanta (Estados Unidos) | Medalla de bronce | Pentatlón P11 |